# Ричард Тревитик
Ричард Тревитик  ([rit∫a:d treviðik]) (на английски: Richard Trevithick, правилен правопис на фамилията по правилата за транскрипции Тревидик) е английски минен инженер и изобретател, дал на света парния локомотив. През 1801 г. създава първия пътен локомотив с парен двигател и капацитет 8 пътника. Наречен е „Пухтящият дявол“ и това наименование идва от характерния звук „пуф – паф“, който се чува при изпускането на отпадъчната пара. На Ричард Тревитик принадлежи и идеята за котли с високо налягане. Той създава първия парен локомотив за релсов път през 1803 година. През 1804 година в Уелс този локомотив успява да пренесе по чугунени релси 10-тонен товар на разстояние 14 км със скорост 8 км/ч.

## Детство и юношество
Ричард Тревитик е роден на 13 април 1771 в Трегаджоран, днес част от село Илоуган, Корнуол, Англия. То се намира между големите корнуолски градове Камборн и Редрът и е в сърцето на богат на минерали минен регион. Той е най-малкото дете и единственото момче в семейство с 6 деца. Син на миньорския ръководител Ричард Тревитик (1735 – 1797) и миньорската дъщеря Ан Тийдж (?-1810). Учил в началното училище в Камборн, обаче се интересувал повече от спорта (особено футбол, който и до днес остава много популярен в Корнуол), отколкото от ученето. Ненавижда всички учебни предмети с изключение на математиката. Един от учителите го описва като: непослушен, бавносхващащ, инатлив, разглезен, изключително разсеян и много невнимателен.
Ричард е много висок за възрастта си. В разцвета на силите си е висок 182 см и е известен като гигант (по това време нормалния ръст за един мъж в разцвета на силите си е около 165 см). Днес този ръст е нормален и това се отдава на факта, че с времето хората започват да стават все по-високи.
Успоредно с това е доста заинтересован по отношение на техниката. Проявява небивал интерес към дрениращите машини в близката мина, наречена „East Stray Park Mine“ (там работи и баща му). Машините наглежда Уилям Мърдок, изобретателя на парната кола. Той оценява наклонностите на младия Ричард и през 1790, когато юношата е на 19 години, го взима за помощник, което е доста необичайно за възрастта му. Другите миньори го уважават заради баща му. В свободното си време, започвайки от 1784, Мърдок се занимава със създаване на парни машини. През 1794 демонстрира един модел на Тревитик и той се запалва по тази тематика. Двамата са съседи през 1798 и 1799.
По това време има бум в конструирането на парни машини. Идеята идва от Томас Нюкомън, който я начертава през 1712. През 1774 е патентован, а през 1784) е изобретен първият модел от Джеймс Уат. По-късно заедно с Матю Болтън създава компанията за парни машини Boulton & Watt. В началото тя е монополист в тази сфера.

## Семейство
През 1797 г. Тревитик се жени за Джейн Харви, дъщеря на корнуолския ковач и леяр на желязо Джон Харви, създал леярната Harveys of Hayle в Хейл, Корнуол. Тя му ражда шест деца:
- Ричард Тревитик (1798 – 1872)
- Ан Елис (1800 – 1876)
- Елизабет Барнфийлд (1803 – 1870)
- Джон Харви Тревитик (1807 – 1877)
- Франсис Тревитик (1812 – 1877)
- Фредерик Хенри Тревитик (1816 – 1883)

## Парните коли на Тревитик
Тревитик продължава експериментите на Мърдок за моделиране на самодвижещи се парни коли. През 1799 прави първия си проект на парна машина под високо налягане, а през 1801 година, той създава сполучлив модел, наречен „Пухтящият дявол“ (на английски: The Puffing Devil). Тази парна кола е и парен локомотив, предназначен да се движи по обикновен път, а не релсов. Тук той използва 4 решения, по-късно използвани в локомотивостроенето:
- високо работно налягане на парата в котела
- лежащ котел с форма на цилиндър
- изпарителна тръба, пресичаща водно пространство
- използваната пара се отделя в атмосферата чрез комин

Загадка е защо Тревитик е решил използваната пара да се използва през комин. Според някои това се прави, за да се намали шума при нейното отделяне. Както и да е, Ричард Тревитик се оказва изобретател на конуса (наричан още ексхаутър) като средство за форсиране на локомотивните котли.
Създаден е от Ричард Тревитик и неговия братовчед, Андрю Вивиан през 1801. Патентова я в Лондон, Камборн и Колбрукдейл. Първият му тест е на Бъдни вечер същата година, когато Андрю кара колата от улица Фор в Камборн, през Камборн Хил и стръмния Бийкън Хил, до село Крейн, където живее семейството на Вивиан. Там той спира, за да може да се види със семейството си. Освен Тревитик и братовчед му, още няколо мъже се съгласяват да пътуват с тях. Това дава основата на традиционната корнуолска песен „Camborne Hill“.
Това изобретение на Тревитик избухва през 1803 г., докато той е в една кръчма в Гринуич.
Освен „Пухтящият дявол“, Тревитик прави през 1802 и втори модел – „The London Steam Carriage“. Той я тества в Лондон същата година, като я кара между кварталите Холбърн и Падингтън.

## Локомотивът на Тревитик
Идеята на великия изобретател възниква през 1802, когато наблюдава работата по релсов път от желязната мина Мърдър Тидфил до Кардиф в Южен Уелс. Предлага я в разговор със собственика на мината – Самюъл Хъмфри, но той не му вярва, тъй като познава само парни машини под ниско налягане. Хваща се на бас, че няма да стане, но Тревитик, след няколко месеца упорит труд на 15 февруари 1804 завършва локомотива.
Хъмфри е толкова изненадан, че прави сделка с железаря Ричард Кроуши, че машината ще издържи маса от поне 10 т, минавайки по железницата между Пенъдарен и Аберкънон, разстоянието между които е 16 км.
Тя е с 2 гладки колооси с диаметър 4,5 фута (1372 мм). Има дълъг 6 фута (1829 мм) парен котел. Налягането в него е 45 lb на in2 (≈ 3,2 кг/см2). Изпарителната тръба минава 2 пъти през котела (напред и назад). Парният цилиндър, единствен в цялата машина, е вграден в котела за да се предпази от охлаждане. Буталният прът е свързан към двата колянови вала чрез равнораменна кобилица, а те въртят централния вал, към който има прикрепен маховик (за да се преодолеят мъртвите бутални точки) и зъбно колело. Последното задвижва второ зъбно колело, което движи колоосите. По-късно се оказва, че за парните машини зъбните колела са непрактични и не се използват повече. Скачването на колоосите също е изоставено, но подновено отново от Джордж Стивънсън, където обаче се използват сцепни щанги.
Локомотивът е наречен „Invicta“ или „Pen-Y-Darren Locomotive“ (тъй като началната точка на първото му пътуване била Пенъдарен). Първото му официално пътуване е на 21 февруари 1804 по железницата „Мърдър Тидфил“ между Пенъдарен и Аберкънон (около 16 км), като той се представя много по-добре от очакваното. Към него са прикрепени 2 вагона с 10 тона желязо. Освен това във вагоните има още 70 души, което прави обща маса ≈ 24,5 тона. 16-километровото разстояние е изминато за 4 часа и 5 минути. Но изобретателят смятал, че представянето можело и да бъде по-добро, ако по железницата не били израснали дървета, за отсичането на които машината трябвало да спира.

## В Лондон

### Тунелът под Темза
След създаването на „Invicta“, Тревитик се насочва към Лондон. Там той проектира тунел под Темза. Но Тревитик прекратява строежа преди завършването му и той никога не е довършен. А освен това едва не се удавя при една от пробите му, при която всичко се разпада. Първият успешен тунел под Темза е направен от сър Марк Айзъмбард Брунел и Айзъмбард Кингдъм Брунел. Въпреки това, Тревитик успява с проекта си на тунел под река Детройт в Мичиган, наречен „Michigan Central Railway Tunnel“.

### „Catch Me Who Can“
През 1808 Ричард Тревитик прави трети модел на локомотив, наречен „Catch Me Who Can“ (в превод:„Хвани ме, ако можеш“). Той развива невероятната за времето си скорост от 30 км/ч. Представен е на специална церемония в Chadwick Building в Блумсбъри, Лондон, наречена „Trevithick's steam circus“, организирана на кръгла писта там. Входът струвал по 1 шилинг на човек. 

### Проекти за флота и банкрут
В Лондон той работи още по проекти за флота, в съдружничество с Робърт Дикинсън от Западноиндийската компания. Той проектира няколко кораба, използвайки парни машини за двигателите, отоплението и други. Един от тях е парната драга (кораб, с който обикновено се правят строежи във водните басейни, например изкуствени острови (често вади пясък от морското дъно и го посипва на строежите)).
Едва не умира от коремен тиф през лятото на 1810. Същата година той и Дикинсън банкрутират. Тревитик решава да се върне в Корнуол и се устовява в Пензанс.

## Проекти в Корнуол
Завръщайки се в Корнуол, той прави два много смели проекта: на т.нар. „Корнуолски котел“ (на английски: Cornish boiler) и на „Хероновата парна машина“ (на английски: Recoil engine).

### „Корнуолският котел“ и „Корнуолската машина“
„Корнуолският котел“ (в оригинал: Cornish boiler) е един от известните проекти на Тревитик и е от 1812. Той представлява няколко цилиндрични котела с димоотвод по средата. Изпарителна тръба загрява водата в котлите и тя се превръща в пара. Тя се отделя в околната среда през димоотвода. Той може да се използва като двигател на парни машини.
„Корнуолската машина“ (в оригинал: Cornish engine) е модел на парна машина с високо налягане. Тя е създадена през септември 1812.

### „Хероновата парна машина“
„Хероновата парна машина“ (на английски: Recoil engine) е проект на Ричард Тревитик от 1814. Базиран е на съчиненията на александрийския философ Херон от 50 година пр.н.е. Той се състои от парен котел, захранващ куха ос, насочваща парата към турбина с две дюзи с фини отвори, монтирани по периферията ѝ. За да получим достатъчно голям въртящ момент парата трябва да напуска дюзите с много голяма скорост и с толкова голям поток, че в крайна сметка се оказва, че турбината не може да работи с достатъчно голям коефициент на полезно действие. Първата турбина била с диаметър 15 фута (4,6 m), а следващия опит бил с диаметър 24 фута (7,3 m). Днес тази конструкция би била наречена реактивна (активна) турбина.

## Южна Америка

### Дренирането на перуанските сребърни мини
Парната машина с високо налягане на Тревитик решава проблема на собственика на сребърни мини в Перу Франсиско Увиле със дренирането на водата от мините. Увиле взема една от 20 гвинеи, защото предишните парни машини по модела на Джеймс Уат вече не вършели работа. Следващата година отива решава да отиде в Англия, но се разболява и пътешествието му свършва в Ямайка. Открит е от кораба от Фолмът, Корнуол „Fox“, един от братовчедите на Тревитик пътува на същия кораб. Те се срещат и след пристигането в Корнуол, Увиле св среща и с Тревитик.

### Тревитик отива в Южна Америка
На 20 септември 1816 Тревитик напуска Пензанс и отплава за Перу с китоловния кораб „Asp“, за да посети своя приятел Франсиско Увиле и да въведе масово изобретенията си в Южна Америка. Правителството го изпраща в региона с богати медни и сребърни мини Кахатамбо. За малко влиза в испанската армия за битките срещу тази на Симон Боливар. Напуска Перу през 1818 след смъртта на Увиле. След завръщането си в Англия е обвинен от семейството си в небрежност.

### Коста Рика
След напускането на Перу, той минава през Еквадор по пътя за Богота, Колумбия. През 1822 отива в Коста Рика с надеждата да помогне в минното инженерство. Покрай това той вижда изумителнатата природа на държавата. Проектира железница по р. Сан Хуан и р. Сарапикуи в Коста Рика. Среща английският изобретател Джеймс Джерард, заедно с двама свои ученици: Хосе Мария Монтеалегре (бъдещ президент на Коста Рика) и брат му Мариано. Те трябвало да отидат в „Highgate School“ в Лондон. Водачите им били седем индианци. На два пъти по време на пътешествието Тревитик е на косъм от смъртта. Първият път е спасен от Джерард, а вторият път едва не е ухапан смъртоносно от алигатор.
Когато тръгва към Картахена, Колумбия, Тревитик среща един от последователите си – Робърт Стивънсън, който също трябвало да отиде в Колумбия. Стивънсън му дава £50 за да се върне у дома. Тревитик никога не се завръща в Коста Рика.

## По-късни проекти
До смъртта си той проектира още няколко големи неща:
- През 1829 той създава парна машина с вертикален котел.
- През 1830 изобретява ранен модел на акумулираща печка. Той съдържа малък газотръбен котел, който съдържа вода.
- През 1832 той проектира масивна колона с височина 1000 фута и със 100 фута в диаметър за статуя на кон в Лондон в чест на Рифърм Бил. Тя трябвало да бъде направена от 1500 десетфутови кубични парчета от желязо. Въпреки големия интерес, колоната никога не е направена.

### Последен проект
През 1832 започва работа по нов кораб в Дартфорд, Кент за „J & E Hall Limited“. Компанията му дава за проекта £1200. Това е последният проект на Тревитик. Той е незавършен поради смъртта му.

## Смърт
Умира в ранните часове на 22 април 1833 в Дартфорд, Кент след кратко боледуване от пневмония и в пълна нищета. Тогава той е на 62 години.
Погребан е в анонимен гроб в гробището „Сейнт Едмънд“ в Дартфорд, Кент. Гробището е затворено през 1867 и през 60-те години на 20 век тялото е преместено в Корнуол в основите на голям паметник на Тревитик.

### Мемориали
- Мемориал на Тревитик има пред библиотеката в град Камборн, Корнуол
- На 17 март 2007 в Дартфорд са маркирани местата, които е населявал Тревитик през последните си години, както и мястото на неговата смърт през 1833.
- Част от департаментите на Кардифския университет за инженерство носят името на Тревитик.[11].

## Последователи на Тревитик
Тревитик прави още два модела на локомотиви, като единият е несполучлив. При третия (сполучлив) модел няма скачване на колоосите, за разлика от първия. Така той достига изключителните за времето си 30 km/h.
Опитите на Тревитик не получават никаква популярност. Скоро се изреждат 4 други модела: на Матю Мъри – „Саламанка“, тества на Мидълтаунската железница между Мидълтаун и Лийдс, от 1812, на Уилям Брантън – „Парният кон“ от 1813 и на Уилям Хедли, Тимъти Хекуърт и Джонатан Форстър – „Пухтящият Били“ от 1813 година и „Уилъм Дили“ от 1815. Всички те използват интересни решения за локомотивите си.
Прз 1814 г. Джордж Стивънсън създава първият рудничен локомотив – „Блюхер“ (на немски: Blücher). Кръстен е на пруския генерал Гебхард Леберехт фон Блюхер. Той бързо дошъл на помощ на европейските войски при Ватерло и заедно с тях нанесъл поражение на Наполеон Бонапарт.
През 1829 година Джордж Стивънсън и синът му Робърт създават първият пътнически локомотив – „Ракета“ (на английски: Rocket), който предлага множество интересни решения, сред които и това, че използваната пара се пренася през медна тръба до охлаждащ съд, където тя отново се превръща във вода и по-късно може пак да се използва като пара, т.е. парата в локомотива е практически неизчерпаема. Спечелил е първият конкурс за локомотиви – този на компанията „Ливърпул-Манчестър“ край село Рейнхил, Ланкашър, Англия през 1829 г. Днес този модел се съхранява в музей в Ню Йорк.